# Mandla Dube
Pour les articles homonymes, voir Dube.
Mandla Dube, né le 16 novembre 1974 en Afrique du Sud, est un réalisateur sud-africain.

## Biographie
Mandla Dube réalise des films tels que Silverton Siege (2022) et Kalushi: The Story of Solomon Mahlangu (2016). Il travaille également sur Braquage à l'italienne (2003) en tant que membre du département de la caméra et de l'électricité. Son premier long métrage de fiction, Kalushi, remporte plusieurs prix et est bien accueilli. 
En plus de la réalisation, Mandla Dube travaille également comme directeur de la photographie.

## Filmographie partielle

### Comme réalisateur
- 2016 : Kalushi: The Story of Solomon Mahlangu (en)
- 2021-2023 : Jiva! (en)  (série télévisée)
- 2022 : Silverton Siege
- 2024 :  The Harlem Hellfighters
- 2024 :  L'Âme du chasseur
- 2024 :  The Great War  (série télévisée)

### Comme directeur de la photographie
- 1997 :  Dark Horse
- 2002 :  Badger  (court métrage)
- 2004 :  Sunset Tuxedo  (court métrage)
- 2007 :  Mthunzi WeNtaba  (mini-série télévisée)
- 2011 :  Sobukwe: A Great Soul
- 2014 :  As I Am  (court métrage)
- 2016 :  Naked Reality

## Récompenses et distinctions
Mandla Dube a été nommé pour trois prix.